# Argyphia ochroglene
Argyphia ochroglene är en fjärilsart som beskrevs av Paul Mabille 1881. Argyphia ochroglene ingår i släktet Argyphia och familjen nattflyn. Inga underarter finns listade i Catalogue of Life.